# Artemi Sergejewitsch Panarin
Artemi Sergejewitsch Panarin (russisch Артемий Сергеевич Панарин; englische Transkription: Artemi Sergeyevich Panarin; * 30. Oktober 1991 in Korkino, Russische SFSR) ist ein russischer Eishockeyspieler, der seit Juli 2019 bei den New York Rangers in der National Hockey League unter Vertrag steht. Zuvor war er in der NHL für die Chicago Blackhawks und die Columbus Blue Jackets aktiv.

## Karriere

### KHL
Artemi Panarin begann seine Karriere als Eishockeyspieler in der Nachwuchsabteilung von Witjas Tschechow, für dessen Profimannschaft er in der Saison 2008/09 sein Debüt in der neu gegründeten Kontinentalen Hockey-Liga gab. In seinem Rookiejahr bereitete er ein Tor in fünf Spielen vor. In der folgenden Spielzeit lief der Flügelspieler parallel für das Profiteam von Witjas Tschechow in der KHL auf sowie für dessen Juniorenteam in der multinationalen Nachwuchsliga Molodjoschnaja Chokkeinaja Liga. In der KHL erzielte er dabei in 20 Spielen acht Scorerpunkte, davon ein Tor, in der MHL 47 Scorerpunkte in 41 Spielen.
In der Saison 2010/11 setzte sich Panarin endgültig im Profiteam von Witjas durch und erspielte sich einen Stammplatz. Dabei erzielte er 26 Scorerpunkte in 38 KHL-Partien, so dass er das Interesse anderer KHL-Teams weckte und im Januar 2012 an den Ak Bars Kasan ausgeliehen wurde. Für die Saison 2012/13 kehrte er zunächst zu Witjas zurück, ehe er im Januar 2013 im Tausch gegen ein Wahlrecht für den KHL Junior Draft 2013 an den SKA Sankt Petersburg abgegeben wurde. In den KHL-Play-offs 2013 erzielte er 9 Scorerpunkte in 14 Spielen, sodass sein Vertrag Ende April des gleichen Jahres um zwei Jahre verlängert wurde.

### NHL
Nach diesen zwei Jahren unterzeichnete er im April 2015 einen Zweijahresvertrag bei den Chicago Blackhawks aus der National Hockey League. Dort etablierte sich Panarin auf Anhieb und war in der Saison 2015/16 zweitbester Torschütze (30) und Vorlagengeber (47) des Teams. Außerdem führte er die ligaweite Rookie-Scorerliste deutlich an, da er den Regularien entsprechend aufgrund seiner fehlenden NHL-Erfahrung noch als Rookie gewertet wurde. Am Ende der Saison gewann er die Calder Memorial Trophy als bester Rookie der Saison und wurde zudem mit der Charlamow Trofi als bester russischer Akteur der NHL ausgezeichnet. Im Dezember 2016 unterzeichnete Panarin in Chicago einen neuen Zweijahresvertrag, der ihm ein durchschnittliches Jahresgehalt von 6 Millionen US-Dollar einbringen soll.
Im Juni 2017 wurde der Russe allerdings samt Tyler Motte und einem Sechstrunden-Wahlrecht für den NHL Entry Draft 2017 an die Columbus Blue Jackets abgegeben, die im Gegenzug Brandon Saad, Anton Forsberg sowie ein Fünftrunden-Wahlrecht für den NHL Entry Draft 2018 nach Chicago schickten. Auch in Columbus etablierte sich Panarin als regelmäßiger Scorer und führte sein neues Team in der Saison 2017/18 mit 82 Punkten an, während er in der NHL erstmals die Marke von über 1,0 Punkten pro Spiel erreichte. Zugleich stellte er mit diesem Wert sowie mit seinen 55 Vorlagen jeweils einen neuen Franchise-Rekord auf, den er bereits im Folgejahr auf 87 Punkte und 59 Assists steigerte.
Demzufolge entwickelte sich Panarin im Sommer 2019 zu einem der gefragtesten Free Agents der Liga, da er sich mit Columbus auf keinen weiterführenden Vertrag einigen konnte. Schließlich unterzeichnete er im Juli 2019 einen Siebenjahresvertrag bei den New York Rangers, der ihm ein durchschnittliches Jahresgehalt von ca. 11,6 Millionen US-Dollar einbringen soll. Zum Zeitpunkt der Unterzeichnung bezog er damit nach Connor McDavid das zweithöchste Gehalt der NHL. In der folgenden Spielzeit 2019/20 steigerte der Russe seine persönliche Statistik abermals auf 95 Punkte aus 69 Spielen, sodass er sich unter den besten 5 Scorern der Liga platzierte. Zudem gehörte er gemeinsam mit Leon Draisaitl und Nathan MacKinnon zu den drei Finalisten der Hart Memorial Trophy sowie des Ted Lindsay Awards. Beide Trophäen gingen in der Folge an Draisaitl, während er gemeinsam mit ihm im NHL First All-Star Team Berücksichtigung fand.
Zur Spielzeit 2023/24 gelang Panarin eine weitere Steigerung seiner persönlichen Offensivstatistiken, so verzeichnete er 120 Scorerpunkte, platzierte sich damit ligaweit auf dem vierten Rang der Scorerliste und verpasste den Franchise-Rekord von Jaromír Jágr (123) nur knapp. Daher wählte man ihn ein zweites Mal ins NHL First All-Star Team.

### International
Für Russland nahm Panarin an der U20-Junioren-Weltmeisterschaft 2011 teil, bei der er mit seiner Mannschaft die Goldmedaille gewann. Zum Titelgewinn trug er mit drei Toren und zwei Vorlagen in sieben Spielen bei. Zwei dieser Tore erzielte er im Finalspiel gegen Kanada, darunter auch das spielentscheidende Tor zum zwischenzeitlichen 4:3. Für die A-Nationalmannschaft debütierte er bei der Euro Hockey Tour 2013/14, ehe er mit der Sbornaja bei der Weltmeisterschaft 2015 die Silbermedaille gewann. Ebenso vertrat er sein Heimatland beim World Cup of Hockey 2016. Bei der Weltmeisterschaft 2017 gewann er mit dem Team die Bronzemedaille, wurde zum Topscorer des Turniers und infolgedessen als bester Angreifer ausgezeichnet sowie ins All-Star Team gewählt.

## Erfolge und Auszeichnungen
| - 2014 KHL-Stürmer des Monats Oktober - 2015 Gewinn des Gagarin-Pokals mit SKA Sankt Petersburg - 2016 Calder Memorial Trophy - 2016 NHL All-Rookie Team - 2016 Charlamow Trofi - 2017 NHL Second All-Star Team | - 2020 Teilnahme am NHL All-Star Game (verletzungsbedingte Absage) - 2020 NHL First All-Star Team - 2023 Teilnahme am NHL All-Star Game - 2023 NHL Second All-Star Team - 2024 NHL First All-Star Team |

### International
| - 2011 Goldmedaille bei der U20-Junioren-Weltmeisterschaft - 2015 Silbermedaille bei der Weltmeisterschaft - 2016 Bronzemedaille bei der Weltmeisterschaft - 2017 Bronzemedaille bei der Weltmeisterschaft | - 2017 Topscorer der Weltmeisterschaft - 2017 Bester Stürmer der Weltmeisterschaft - 2017 All-Star-Team der Weltmeisterschaft |

## Karrierestatistik
Stand: Ende der Saison 2024/25

### International
Vertrat Russland bei:
| - U20-Junioren-Weltmeisterschaft 2011 - Weltmeisterschaft 2015 - Weltmeisterschaft 2016 | - World Cup of Hockey 2016 - Weltmeisterschaft 2017 |

(Legende zur Spielerstatistik: Sp oder GP = absolvierte Spiele; T oder G = erzielte Tore; V oder A = erzielte Assists; Pkt oder Pts = erzielte Scorerpunkte; SM oder PIM = erhaltene Strafminuten; +/− = Plus/Minus-Bilanz; PP = erzielte Überzahltore; SH = erzielte Unterzahltore; GW = erzielte Siegtore; 1 Play-downs/Relegation; Kursiv: Statistik nicht vollständig)